# Обезьяна-убийца (фильм, 2007)
«Обезьяна-убийца» (другой перевод названия — «Кровавые джунгли», англ. «Blood Monkey», буквально — «Кровавая обезьяна») — телевизионный фильм ужасов британского режиссёра Роберта Янга, выпущенный в 2007 году. Является первой из 25 серий цикла «Maneater» (рус. Людоед), производившегося по заказам нескольких американских кабельных каналов (RHI Entertainment, Syfy Universal и других) с 2007 года (сюжеты, персонажи, время и место действия в каждой серии различны).

## Сюжет
В Таиланд прилетает группа студентов-антропологов. Руководитель экспедиции, профессор Гамильтон (Ф. Мюррей Абрахам), уже давно расположившийся лагерем в непроходимых джунглях, фанатичен в своих исследованиях. Он скрывает от молодых практикантов, что совсем недавно неизвестное существо напало и растерзало сразу нескольких его помощников. Отобрав и уничтожив сотовые телефоны студентов под предлогом максимального единения с природой, профессор приводит их в ещё более удалённый базовый лагерь. Необъяснимое поведение Гамильтона вселяет в юношей и девушек тревогу, а обнаруженные вскоре свежевырытые могилы — откровенный страх. Вскоре они окончательно убеждаются, что профессор использует их в качестве наживки в поиске доказательств существования неизвестных науке огромных обезьян-людоедов. В жестоком путешествии один за другим гибнут все участники экспедиции.

## В ролях
- Ф. Мюррей Абрахам — профессор Конрад Гамильтон
- Мэтт Райан — Сет Роланд
- Эми Мэнсон — Эми Армстронг
- Мэтт Ривз — Грег Сэтч
- Лаура Айкман — Сидни Маас
- Прапимпорн Карнчанда[болг.] — Чен[1]

## Критика
Фильм широко обсуждался, но в целом принят критиками негативно. Более всего сказалось не оправдавшее себя участие в главной роли актёра такого уровня, как Ф. Мюррей Абрахам. Сам он утверждал, что работа привлекла его сложным психологизмом профессора-маньяка. Однако, кино-обозреватели восприняли такую мотивировку скептически:

Мюррей Абрахам, как вам не стыдно. Это был ваш шанс сыграть в очередном безумном варианте капитана Кирка, ведущего свою команду туда, где не ступала нога человека? Или, возможно, это какая-то форма общественных работ за преступления против рода обезьяньего?
— Total Sci Fi on-line
Не более позитивны отзывы о других действующих лицах:

 Дети, которых Гамильтон предназначил для хищных приматов, все из типового набора персонажей фильмов категории В: очкастый ботаник, сексуально озабоченный шутник, соблазнительная пустышка. Конечно, мы не вложим ни на йоту чувств в наших жертв, потому что знаем об их обречённости с самого начала.— thefilmpalace.com
Скотт Вайнберг, рецензируя фильм для сайта :en:FEARnet, охарактеризовал его следующим образом:

 Гнилые диалоги, плохие актёры и смехотворные спецэффекты.— FEARnet